# NAD+ ADP-riboziltransferaza
NAD+ ADP-riboziltransferaza (EC 2.4.2.30, poli(ADP-riboza) sintaza, ADP-riboziltransferaza (polimerizacija), NAD ADP-riboziltransferaza, PARP, PARP-1, NAD+:poli(adenin-difosfat--ribozil)-akceptor ADP--ribozil-transferaza, NAD+:poli(adenozin-difosfat--ribozil)-akceptor ADP--ribozil-transferaza) je enzim sa sistematskim imenom NAD+:poli(ADP-D-ribozil)-akceptor ADP--ribozil-transferaza. Ovaj enzim katalizuje sledeću hemijsku reakciju
+ + (ADP--ribozil)-akceptor {\displaystyle \rightleftharpoons } nikotinamid + (ADP--ribozil)n+1-akceptor + H+
ADP-D-ribozilna grupa sa NAD+ se prenosi na akceptorsku karboksnu grupu histona ili samog enzima.

## Spoljašnje veze
- NAD++ADP-ribosyltransferase на 